# サン＝ヴゲ
サン＝ヴゲ （Saint-Vougay、ブルトン語:Sant-Nouga）は、フランス、ブルターニュ地域圏、フィニステール県のコミューン。Saint-Vougayとは、伝説上のブルターニュの聖人である聖ノナ（fr、カトリック教会に列聖されていない）に由来する。

## 人口統計
| 1962年 | 1968年 | 1975年 | 1982年 | 1990年 | 1999年 | 2006年 | 2010年 |
| ------ | ------ | ------ | ------ | ------ | ------ | ------ | ------ |
| 911    | 859    | 843    | 812    | 801    | 800    | 895    | 923    |

サン＝ヴゲの人口増減グラフ

参照元:1999年までEHESS、2000年以降INSEE

## 史跡
- ケルジャン城 - 16世紀に建設された、レオン地方におけるルネサンス建築。ケルジャン領主、ルイ・バルビエの命による。当時は穀物生産、アマを用いた織物生産でブルターニュ、レオン地方は繁栄していた。

## 出身者
- ジャン・ディスカルセア（fr） - 1279年頃誕生。『小さな黒い聖人』を意味するブルトン語のSantig Duというあだ名を持つ。石工であり、フランシスコ会修道士であった。カンペールで愛と献身に満ちた行いをし、1348年の黒死病流行で命を落とした。彼の彫像はカンペール大聖堂とサン＝ヴゲの教会で見られる。